# Ramlibacter terrae
Ramlibacter terrae es una bacteria gramnegativa del género Ramlibacter. Fue descrita en el año 2022. Su etimología hace referencia a suelo. Es aerobia e inmóvil. Tiene un tamaño de 0,6-0,7 μm de ancho por 1-1,2 μm de largo. Forma colonias blancas, circulares, lisas y convexas en agar R2A tras 3 días de incubación. Temperatura de crecimiento entre 10-30 °C, óptima de 30 °C. Catalasa y oxidasa positivas. Se ha aislado de muestras de suelo en Corea del Sur. 